# Данило Салатић
Данило Салатић (1910—1945) је био мајор Југословенске војске и начелник штаба Команде Источне Босне и Херцеговине Југословенске војске у Отаџбини.

## Биографија

### Порекло
Братство Салатића је, према предању, пореклом од једног одбеглог војника из Срема, који се доселио у Селишта код Билеће, а касније прешао у Бијелу Рудину. Делови породице су се селили у разне крајеве, па је тако један део отишао до Конавла, Дубровника и Боке которске, где су поједини премили римокатоличанство. Они који су остали православни славе Аранђеловдан као крсну славу. Поједини извори, укључујући и сачувана хералдичка знамења, упућују на то да су Салатићи имали статус племства у Млетачкој републици.

### Младост и образовање
Родио се 1910. године као син Николе Салатића (1860—1926) и Стане Ћеклић. Био је друго од десеторо деце у породици, а имао је петоро браће и четири сестре.

### Други светски рат
Данилов старији брат Василије Салатић, мостарски кројач, ухапшен је 21. јула 1941. године у Мостару од власти Независне Државе Хрватске и одведен у Госпић. Убијен је у логору Јадовно последњих дана тог месеца.